# جورج جاي هيزل
جورج جاي هيزل (بالإنجليزية: George J. Hazel)‏ هو محامي وقاضي أمريكي، ولد في 19 مارس 1975 في نيويورك في الولايات المتحدة.